# Zemský okres Helmstedt
Zemský okres Helmstedt (německy Landkreis Helmstedt) je zemský okres v německé spolkové zemi Dolní Sasko. Sídlem správy zemského okresu je město Helmstedt. Má přibližně 92 tisíc obyvatel. 

## Města a obce
Města:
1. Helmstedt
2. Königslutter
3. Schöningen

Obce:
1. Bahrdorf
2. Beierstedt
3. Büddenstedt
4. Danndorf
5. Frellstedt
6. Gevensleben
7. Grafhorst
8. Grasleben
9. Groß Twülpstedt
10. Ingeleben
11. Jerxheim
12. Lehre
13. Mariental
14. Querenhorst
15. Räbke
16. Rennau
17. Söllingen
18. Süpplingen
19. Süpplingenburg
20. Twieflingen
21. Velpke
22. Warberg
23. Wolsdorf